# Robert Giertsen
Robert Roach Giertsen (Bergen, Hordaland, 24 d'agost de 1894 - Bergen, Hordaland, 27 d'octubre de 1978) va ser un regatista noruec que va competir a començaments del segle xx.
El 1920 va prendre part en els Jocs Olímpics d'Anvers, on va guanyar la medalla d'or en els 10 metres (1919 rating) del programa de vela, a bord del Mosk II.